# Wehrturm (Perchtoldsdorf)

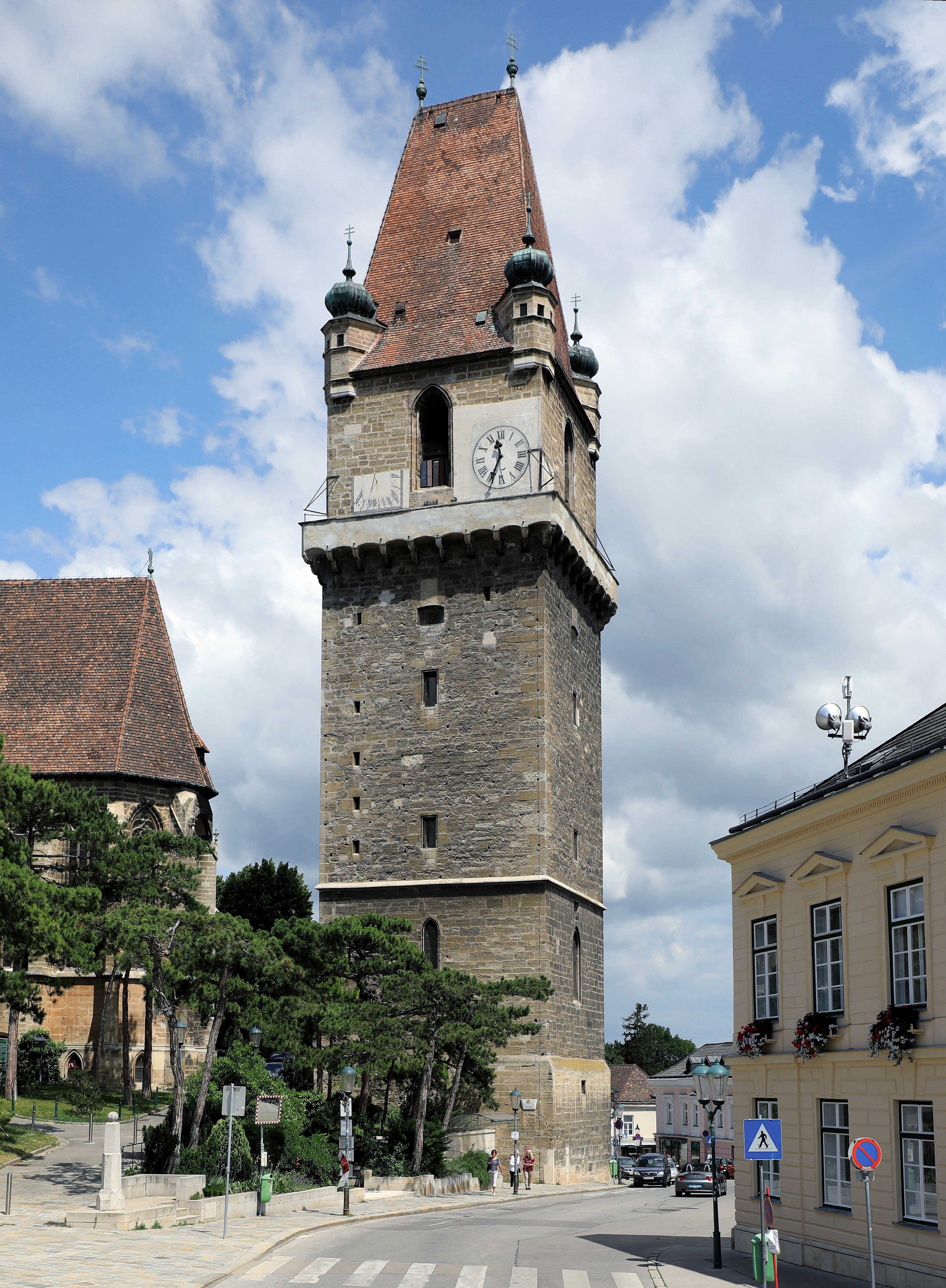
Südansicht des Wehr- und Glockenturmes

Der Wehrturm von Perchtoldsdorf ist ein Wehr- und Glockenturm sowie das Wahrzeichen der niederösterreichischen Marktgemeinde Perchtoldsdorf. Der freistehende, wuchtige und rund 60 Meter hohe Turm ist der größte erhaltene Wehrturm Österreichs. Er wurde zwischen 1450 und 1521 errichtet und wird als Museum, Aussichts- und Sendeturm sowie als Glockenturm der Pfarrkirche hl. Augustinus genutzt.

## Geschichte
Nach dem Ungarneinfall 1446 unter Johann Hunyadi, bei dem der Markt geplündert und niedergebrannt wurde, wurde ab zirka 1450 der Turm errichtet und mit Unterbrechungen urkundlich 1521 fertiggestellt. Bei der ersten Türkenbelagerung 1529 konnte die Festung Perchtoldsdorf mit dem Turm gehalten werden. Bei der zweiten 1683 wurden jedoch die Burg mit der Kirche und dem Wehrturm in Brand gesetzt und brannten aus. Im Anschluss erfolgte nur eine notdürftige Wiederinstandsetzung des Wehr- und Glockenturmes, so dass die Funktion eines Glockenturmes für die Pfarrkirche hl. Augustinus gegeben war. 1928 wurde das Dach renoviert, 1936 der verschüttete Brunnen im Turm ausgeräumt, gesichert und näher untersucht. Erzählungen, wonach Seitengänge aus dem Brunnen bis zur Ruine Kammerstein geführt hätten, bestätigten sich nicht, Erweiterungen des Brunnenschachtes erwiesen sich als Zisternen. In den letzten Tagen des 2. Weltkrieges erhielt der Turm 10 Treffer, deren Schäden bis 1948 behoben wurden. Von 1970 bis 1973 erfolgte eine eingehende Renovierung und es wurde ein ortsgeschichtliches Museum eingerichtet.

## Beschreibung

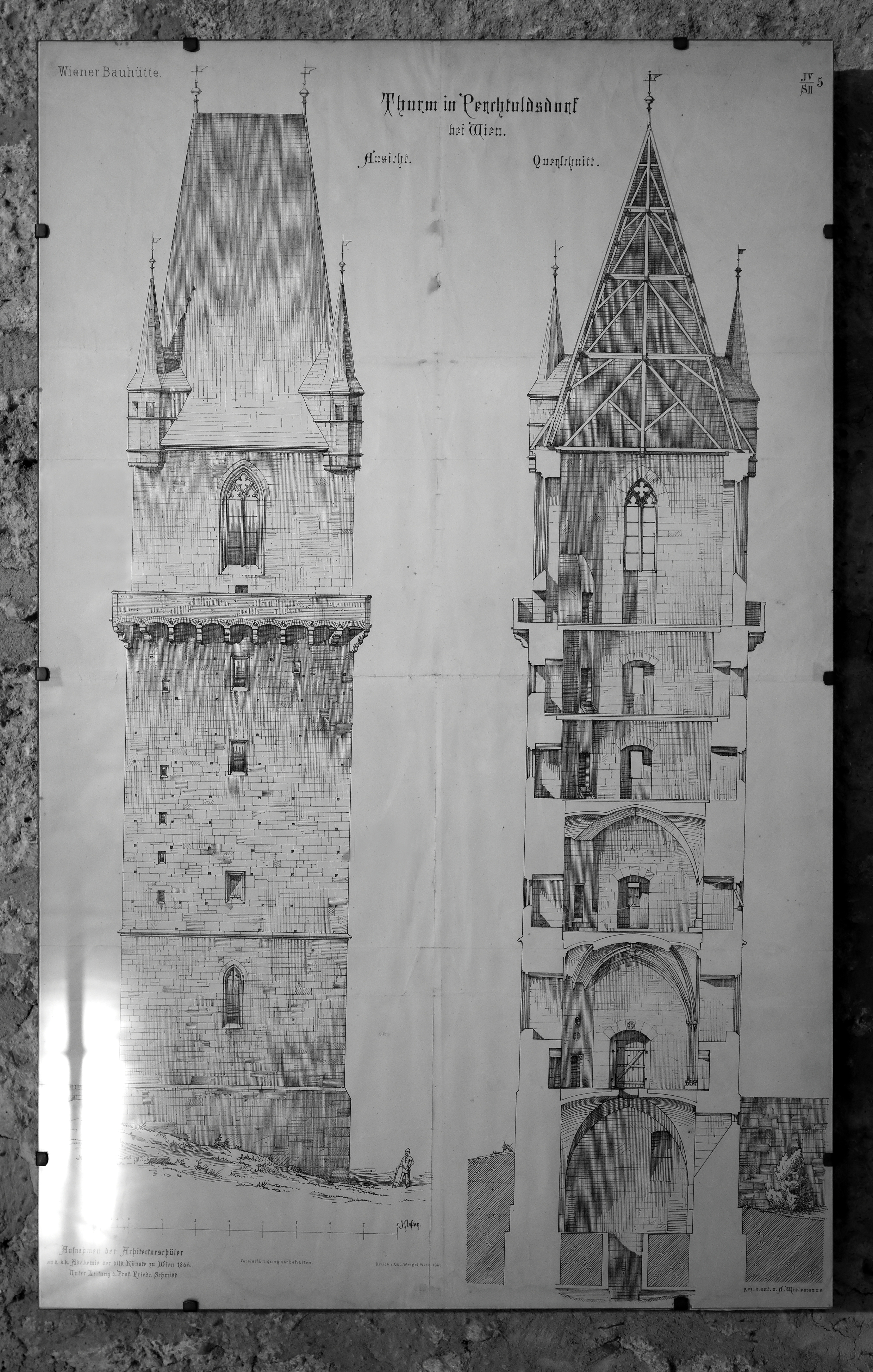
Ansicht und Schnitt des Turmes. Eine Darstellung der k. k. Akademie der bildenden Künste zu Wien, 1866

Der Turm wurde ostseitig als Teil der inneren Wehrmauer auf eine Kalkklippe errichtet. Es ist ein fünf Geschoße umfassendes Bauwerk, wobei das vierte Geschoß unterteilt ist und das fünfte bzw. oberste Geschoß aus dem Galeriegeschoß und der darüber befindlichen Glockenstube besteht. Das Untergeschoß bzw. Sockelgeschoß diente als Brunnenstube, das zweite Geschoß bzw. Erdgeschoß mit Sternrippengewölbe war ursprünglich eine Kapelle. Das dritte Geschoß bzw. erste Obergeschoß hat ein gratiges Sterngewölbe. Das vierte Geschoß ist unterteilt in ein zweites und drittes Obergeschoß mit jeweils einer Holzdecke. Das fünfte Geschoß mit einer Sohlenhöhe von rund 35 m Höhe (über Gehsteigniveau) und umlaufendem Steingeländer hat spitzbogige Schallfenster mit einer lichten Öffnung von 1,8 × 4,8 Meter und beherbergt die Glockenstube. An den vier Ecken der Dachtraufe befindet sich je ein kleiner polygonaler Scharwachtturm mit Zwiebelhaube.
Eigentümerin des Turmes ist seit 1884 die Römisch-katholische Pfarrkirche Perchtoldsdorf, davor gehörte er zum Gemeindeeigentum (öffentliches Gut ohne Grundbuchseintragung). Der Turm gehört zur selben Grundbuchseinlage wie die Kirche, hat aber eine eigene Anschrift: Marktplatz 2b (früher Marktplatz 4).

### Maße
An der Nordostecke hat der Turm ab Gehsteigkante eine Gesamthöhe von 59,52 Meter, wobei das steile Keildach selbst eine Höhe von 17,48 Meter hat. Der Turm hat einen rechteckigen Grundriss. Die Seitenlängen betragen beim Untergeschoß 12,9 und 12,2 Meter und die vom Erdgeschoß bis zum dritten Obergeschoß 12,6 und 11,9 Meter. Das vierte Obergeschoß hat Seitenlängen von 12,3 und 11,6 Meter. Die Mauerstärke nimmt nach oben hin ab. Beim Untergeschoß bzw. Sockelgeschoß beträgt sie 2,35 Meter, beim Erdgeschoß 2,2 Meter, beim ersten Obergeschoß 2,15 Meter, beim zweiten und dritten Obergeschoß 1,9 Meter und beim vierten Obergeschoß 1,3 Meter. Die umlaufende Galerie wird von 36 Kragsteinen getragen, die in Abständen von 1,4 Meter angeordnet sind. Der Gang hat eine Breite von 0,85 Meter und eine Brustwehrhöhe von 1,27 Meter.

## Museumsbetrieb
Nach der Generalsanierung 1971/73 wurde im Erdgeschoß und im ersten Obergeschoß ein kleines ortsgeschichtliches Museum eingerichtet und 1995 durch das Miteinbeziehen des zweiten Obergeschoßes erweitert (Neuaufstellung im Sommer 2021). In ihm ist z. B. das mechanische Uhrwerk der barocken Turmuhr aus 1698 zu sehen. Im Erdgeschoß, das ursprünglich als Kapelle diente, ist ein Sakralmuseum eingerichtet. An Exponaten sind unter anderem eine barocke Kreuzigungsgruppe aus der ehemaligen Wallfahrtskirche auf dem Leonhardiberg, vier Originalsteinfiguren der Dreifaltigkeitssäule sowie alte Kirchenfahnen ausgestellt und eine Dokumentation über den Perchtoldsdorfer Pfarrer und Theologen Thomas Ebendorfer (1388–1464). Das erste Obergeschoß widmet sich der profanen Ortsgeschichte. Es gibt Kopien von Urkundenauszügen und andere Exponate, zum Beispiel kostbare Zunfttruhen, im zweiten Obergeschoß wurde ein kleines archäologischen Museum mit Funden aus Perchtoldsdorf eingerichtet.

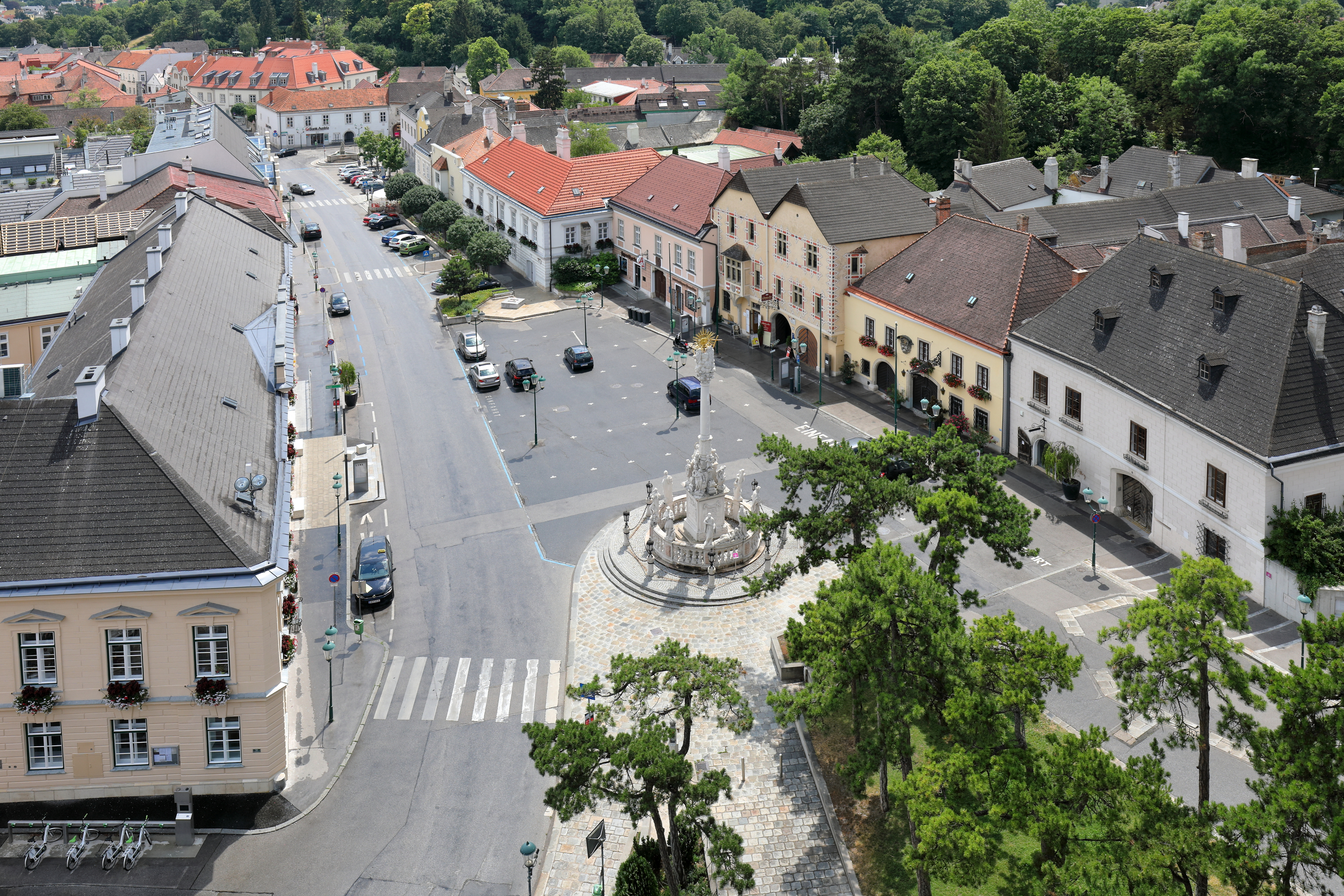
Blick vom Wehrturm Richtung Süden über den Marktplatz

Zugänglich ist das Museum und also auch der Wehrturm nur vom 1. Mai bis 30. September jeweils an Sonn- und Feiertagen, 13.00 bis 18.00 Uhr, oder gegen Voranmeldung (Stand Juli 2022).